# 타이슨 벡퍼드
타이슨 벡퍼드(Tyson Beckford, 1970년 12월 9일 ~ )는 미국의 배우, 모델이다. 파나마계 아버지와 중국계 어머니 사이에서 태어났다.

## 출연 작품

### 영화
- 쥬랜더 (2001)
- 바이커 보이즈 (2003)
- 블루 스톰 (2005)
- Searching for Bobby D (2005)
- Kings of the Evening (2008)
- 호텔 칼리포니아 (2008)
- Dream Street (2010)
- 애딕티드 (2014)
- 초콜릿 시티 (2015)

### 텔레비전
- 마이 와이프 앤 키즈 (2002)